# Uschakow-Medaille

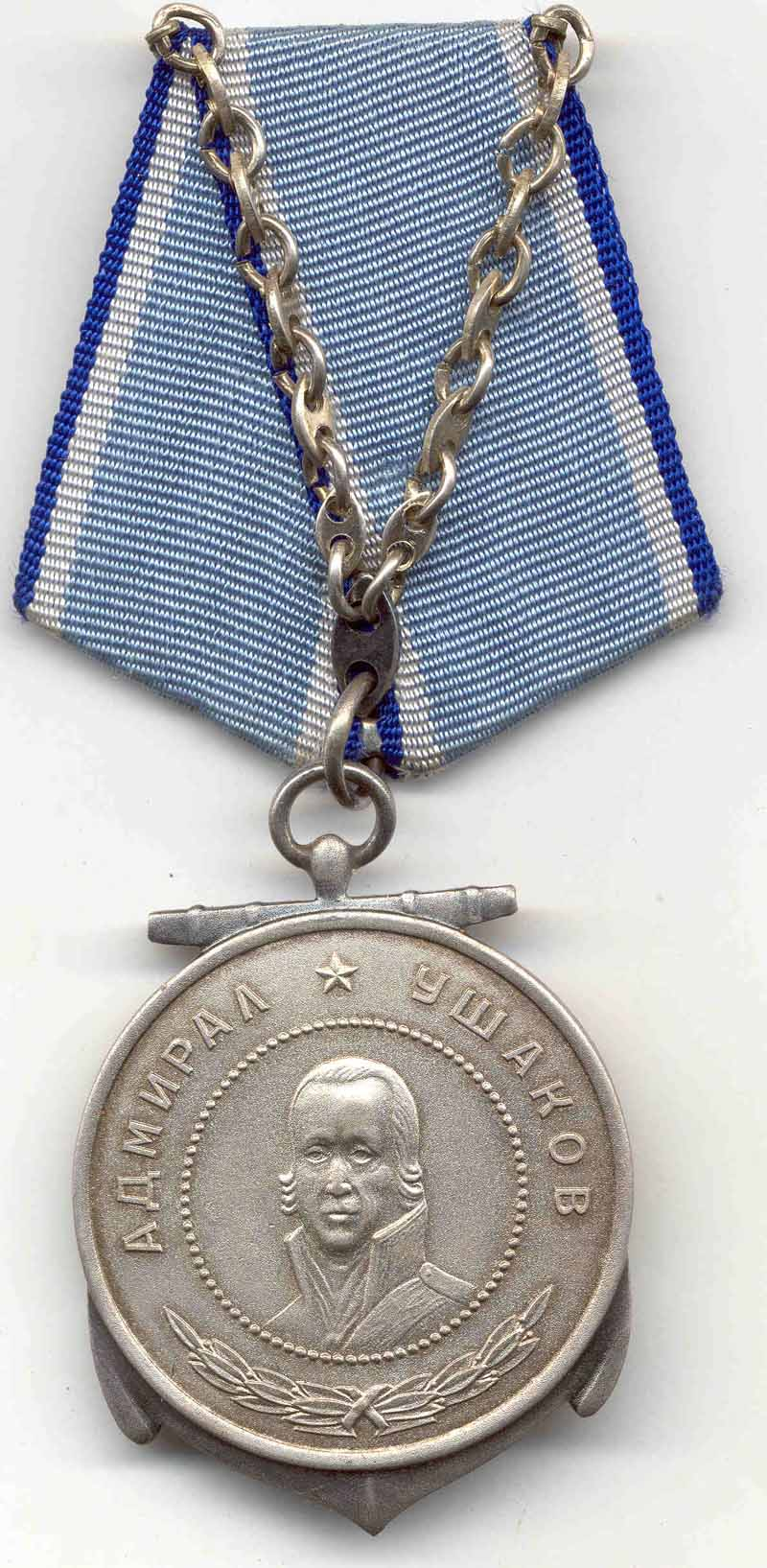
Avers der Medaille

Die Uschakow-Medaille (russisch Медаль Ушакова) war eine militärische Auszeichnung der ehemaligen Sowjetunion, welche am 3. März 1944 vom Präsidium des Obersten Sowjets in einer Stufe gestiftet wurde. Sie wird auch heute noch von der Russischen Föderation verliehen.

## Verleihungsbedingungen
Die Uschakow-Medaille dient dabei der Würdigung von Verdiensten der Angehörigen der sowjetischen Seekriegsflotte (russischen Marine). Ihre Verleihung ist an Matrosen und Soldaten, Unteroffiziere und Stabsfeldwebel, Maate, Meister und Fähnriche der Seekriegsflotte sowie der maritimen Grenztruppen möglich. Konkret konnte die Medaille für bewiesene Tapferkeit und Kühnheit im Kampf mit Seegegnern verliehen werden. Ferner auch für den Schutz der staatlichen Seegrenzen der UdSSR (Russlands) sowie für die Erfüllung von militärischen Pflichten unter Bedingungen, die Gefahr für das eigene Leben mit sich gebracht hatten.

## Aussehen und Trageweise
Die silberne Medaille besteht aus Buntmetall, hat einen Durchmesser von 36 mm und zeigt auf ihrem Avers mittig das Bildnis des Namensgebers der Medaille, den russischen Admiral Fjodor Fjodorowitsch Uschakow innerhalb eines 21 mm durchmessenden Perlkreises sowie seinen darüberliegenden Dienstgrad und Nachnamen Адмирал Ушаков (Admiral Uschakow), dessen Worte durch einen Stern getrennt sind. Am unteren Rand der Medaille sind zwei diagonal gekreuzte Lorbeerzweige abgebildet. Das Revers der Medaille zeigt dagegen einen erhaben geprägten Anker, der sowohl über den oberen, wie auch den unteren Medaillenrand hinausragt. Dies führt dazu, dass die obere Ankeraufhängung sowie die Ankerspitzen auch dem Avers zu sehen sind. Die Öse der Medaille ist in Ankerform gehalten und läuft in einem stilisierten silbernen Ankerkettchen V-förmig zum oberen Rand der hellblauen pentagonalen Spange aus. Der Saum des Ordensbandes besteht dabei beidseitig aus einem 1,5 mm breiten dunkelblauen und 2 mm breiten weißen Streifen.

## Verleihungszahlen
Die relativ späte Stiftung der Medaille im Frühjahr 1944 führte dazu, dass die Medaille im Rahmen des Großen Vaterländischen Krieges wenig und sehr sparsam verliehen wurde. Die Erstverleihung erfolgte am 20. April 1944 an die Fähnriche S. W. Gorochow und W. P. Stepanenko sowie dem Stabsfeldwebel W. I. Schewbunow der Schwarzmeerflotte. Die Erstverleihung an Angehörige der Nordflotte erfolgte am 26. Mai 1944 an den Stabsfeldwebel N. W. Fadejew. Insgesamt wurde sie bis Kriegsende mehr als 13.000 mal verliehen.